# 삼기팔괴
삼기팔괴(三奇八怪)는 경주의 예로부터 세 가지 진기한 보물과 여덟 가지 괴상한 풍경이 있는 것이다.

## 삼기

### 금척
금척(金尺)은 박혁거세 거서간이 즉위하자 하늘에서 금으로 만든 자를 선물로 내려주었는데 병든 사람을 재면 병이 낫고 죽은 사람을 재면 사람이 다시 살아나는 신비스러운 것이다. 이 소문이 중국의 한나라 형제에게까지 가자 황제는 금자가 탐이나 사신을 보내어 보여줄 것을 청했다. 낭패를 당한 신라에서는 왕과 신하가 의논하여 금자를 땅에 묻고 봉분을 만들고 사신은 금자가 묻혔다는 무덤을 찾아봐서 똑같은 무덤이 많고 뾰죽한 방법이 없어서 그대로 돌아가 버렸다. 그 후 금자가 묻혀있는 곳이라 마을이름도 금척이라 불리고 있다.

### 옥적
옥적(玉笛)은 신라 제31대 신문왕의 아버지 문무왕을 위해 동해 바닷가에 감은사지를 짓고 난 다음에 해룡이 된 문무왕과, 천신이 되니 김유신의 혼령이 서로 힘을 합쳐 용을 시켜 보낸 대나무로 피리를 만들었는데, 이것을 만파식적이라고 한다. 경주 관아에서 본관해 오다가 조선 중엽에 잃어 버리는 것을 동경관의 담장 밑을 파다가 우연히 찾아 내었다고 감은 옥적은 세동강 난 것을 은으로 이었고, 옥피리는 한 쌍을 해두어야 좋다고 해서 그 뒤의 경주 부윤이 황색 옥피리를 만들었다.

### 화주
화주(火珠)는 빛깔이 수정과 같고 햇볕을 받아 비추면 솜에 불이 붙었다고 한다. 이 보물은 선덕여왕이 지니고 있던 수정 돋보기로 태양에서 불씨를 얻고, 그 뒤에 백률사에 보관하여 지금은 전하지 아니한다.

## 팔괴

### 남산부석
남산부석(南山浮石)은 버선을 거꾸로 세워 놓은 것처럼 보이기 때문에 버선바위라고 부르기도 하며, 남산의 국사골에 있다. 큰 바위 위에 또 한 개의 바위가 얹혀 있는데, 실을 넣어 당겨보면 바위가 공중에 뜬 채로 있기 때문에 실이 빠져 나온다는 속설이 있다.

### 문천도사
문천도사(蚊川倒沙)는 문천(남천)의 모래가 너무나 부드러워 물은 아래로 흘러가지만 모래는 물을 거슬러 올라가는 것처럼 보인다는 것이다. 문천은 예로부터 모기내 또는 물개(모래)내라고 불렸다.

### 계림황엽
계림황엽(鷄林黃葉)은 계림의 나뭇잎이 움이 트면서 붉은색을 띄는 것이다.

### 압지부평
압지부평(鴨池浮萍)은 안압지에 부평초가 무더기로 떠다니는데, 뿌리가 땅에 닿지 않은 채 바람에 밀려 다니는 모양이 또한 장관이다.

### 백률송순
백률송순(栢栗松筍)은 소나무에는 순이 돋아나지 않는데 백률사에 있는 소나무는 가지를 치면 거기서 새순이 난다.

### 금장낙안
금장낙안(金丈落雁)의 금장은 서천과 북천(알내)이 합치는 곳으로 임금이 노닐던 금장대를 말한다. 높은 바위에 올라서 바라보면 서라벌이 한눈에 굽어 뵈는데, 애기청소 푸른 물에 비치는 전망이 아름다워 날아가던 기러기도 잠시 내려서 쉬어갔다고 한다.

### 불국영지
불국영지(佛國影池)은 아사달과 아사녀의 전설이 얽혀있는 영지에는 날이 밝으면 불국사의 전경이 물에 비치는데, 다보탑만이 보이고 석가탑은 비치지 않으므로, 사람들은 석가탑을 무영탑이라 부른다.

### 나원백탑
나원백탑(羅原白塔)은 현곡면 나원리에 있는 나원리 오층석탑이  백색의 화강암으로 만들어져 오래도록 흰 빛깔을 유지하는 것을 일컫는다.

### 서산모연
서산모연(西山慕煙)의 서산은 선도산인데, 서라벌의 서쪽을 지키는 성산으로 선도성모가 계신 곳으로 크게 제사를 지내던 곳이다. 석양이 비친 노을이 빼어나 서산모연이라고 한다.

### 금오만하
금오만하(金鰲晩霞) : 금오산(남산)은 언제나 아지랑이가 끼어 있다. 아지랑이가 저녁놀에 반사되어 연분홍 빛으로 피어오르는 광경은 다른 곳에서는 볼 수 없는 신비한 아름다움이다.

## 같이 보기
- 경주시
- 신라의 건국 신화